# Reggiana Calcio Femminile
L'Associazione Sportiva Dilettantistica Reggiana Calcio Femminile è stata la principale società di calcio femminile di Reggio Emilia ed era tra le squadre più titolate d'Italia, con tre scudetti (quarta) e tre coppe Italia (terza). Nel campionato di Serie B 2016-2017 ha iniziato con la normale denominazione per poi essere acquistata dal Sassuolo Calcio e cambiare denominazione in Sassuolo Calcio Femminile.

## Storia

Da sinistra: Carolina Morace e Cleante Pifferi, rispettivamente attaccante e allenatore della Reggiana R. Zambelli per la prima volta campione d'Italia nella stagione 1989-1990.

Nel 1976 viene fondato a Reggio Emilia il Gruppo Sportivo Femminile Santa Croce, prima squadra calcistica femminile emiliana, e dopo due anni la squadra viene affiliata alla F.I.G.C.F.

Alla fine del campionato di Serie C 1980 ottiene la promozione in Serie B.
Nel 1981 assume la denominazione di Associazione Calcio Femminile Reggiana e viene inserita, per diversi anni, nel girone meridionali: le ragazze granata si dovevano sobbarcare numerose trasferte lungo la penisola. Nella stagione 1985-1986 diventa presidente Giandomenico Gozzi e la società vince il campionato approdando per la prima volta in Serie A.

Nel 1987 entra a far parte dello staff dirigenziale l'industriale Renzo Zambelli e per la formazione emiliana si gettano le basi per futuri traguardi ambiziosi: la Reggiana si classifica al 6º posto e nell'anno successivo chiudera in settima posizione.
All'inizio degli anni novanta la Reggiana vive dei momenti di massimo splendore nella sua storia calcistica: la Reggiana Refrattari Zambelli conquista tre volte il tricolore nell'arco di quattro anni (tra il 1990 e il 1993) e per due volte (nel 1992 e nel 1993) si aggiudica la Coppa Italia: la stagione 1992-93 sarà ricordata come l'annata in cui la Reggiana vinse tutto, centrando l'accoppiata Coppa-Scudetto. Zambelli, a causa dei continui impegni di lavoro e per le precarie condizioni fisiche, lascia il suo incarico ma non abbandona la società che continua a vivere grazie alle ragazze della Serie C. La squadra vince il campionato ma è costretta a rinunciare a causa di difficoltà di carattere economico.

La Reggiana R. Zambelli per la terza e ultima volta campione d'Italia nella stagione 1992-1993.

Dopo sei stagioni consecutive in Serie B e con la promozione dalla Serie A2, la Reggiana Femminile approda nuovamente nel 2003 in Serie A. La squadra attraversando un buon periodo, avendo conquistato nel 2005 l'approdo nell'Italy Women's Cup e raggiungendo costantemente le prime cinque posizioni in campionato. Vince la sua terza Coppa Italia nel 2010. Appena un anno dopo la terza coppa Italia, rinuncia ad iscriversi in Serie A, per ripartire dalla Serie C. Dopo tre anni, conquista la promozione in Serie B, abbinando anche la vittoria della Coppa Italia regionale.
Dopo aver già iniziato la stagione 2016-2017 con il primo turno di Coppa Italia, nella conferenza stampa del 30 settembre 2016 tenutasi al Mapei Stadium - Città del Tricolore la dirigenza del Sassuolo ha annunciato di aver avviato un rapporto di collaborazione con la dirigenza della Reggiana Femminile. La squadra nella stagione di Serie B 2016-2017 ha adottato una nuova maglia, abbandonando il tradizionale granata per l'azzurro, mantenendo i loghi di entrambe le società. A partire dalla terza giornata, cambia ufficialmente denominazione in Sassuolo C.F.

## Palmarès

La squadra festeggia la vittoria dello scudetto 1989-1990: avvolto nella bandiera tricolore, il presidente Renzo Zambelli.

### Competizioni nazionali
- Campionato italiano: 3

1989-1990, 1990-1991, 1992-1993
- Coppa Italia: 3

1991-1992, 1992-1993, 2009-2010
- Campionato italiano di Serie B: 3

1985-1986, 2002-2003, 2016-2017

### Competizioni regionali
- Campionati di Serie C regionale: 3

1980, 1996-1997, 2013-2014
- Coppa Italia Regionale: 1

2013-2014

### Altri piazzamenti
- Campionato italiano:

Secondo posto: 1988-1989
- Coppa Italia:

Finalista: 1988-1989
Semifinalista: 2008-2009
- Supercoppa italiana:

Finalista: 2010

## Organico

### Rosa 2016-2017
Aggiornata dal sito ufficiale il 30 settembre 2016.
| N. |                   | Ruolo | Calciatrice        |
| -- | ----------------- | ----- | ------------------ |
|    | Italia (bandiera) | P     | Alice Lugli        |
|    | Italia (bandiera) | P     | Francesca Ierardi  |
|    | Italia (bandiera) | P     | Sabrina Tasselli   |
|    | Italia (bandiera) | D     | Benedetta Brignoli |
|    | Italia (bandiera) | D     | Giulia Bursi       |
|    | Italia (bandiera) | D     | Ginevra Costantino |
|    | Italia (bandiera) | D     | Gloria Giatras Zoi |
|    | Italia (bandiera) | D     | Paola Gobbi        |
|    | Italia (bandiera) | D     | Greta Maretti      |
|    | Italia (bandiera) | D     | Rebecca Poluzzi    |
|    | Italia (bandiera) | D     | Stefania Zanoletti |

| N. |                   | Ruolo | Calciatrice                    |
| -- | ----------------- | ----- | ------------------------------ |
|    | Italia (bandiera) | C     | Lara Barbieri                  |
|    | Italia (bandiera) | C     | Martina Corradini              |
|    | Kosovo (bandiera) | C     | Atdhetare Halitjaha (capitano) |
|    | Italia (bandiera) | C     | Eleonora Prost                 |
|    | Italia (bandiera) | C     | Sara Tardini                   |
|    | Italia (bandiera) | A     | Fabiana Costi                  |
|    | Italia (bandiera) | A     | Giusy Faragò                   |
|    | Italia (bandiera) | A     | Francesca Imprezzabile         |
|    | Italia (bandiera) | A     | Gaia Mastrovincenzo            |
|    | Italia (bandiera) | A     | Sara Orlandini                 |
|    | Italia (bandiera) | A     | Benedetta Orsi                 |

### Staff tecnico
- Federica D'Astolfo - Allenatore
- Samantha Dolci - Allenatore in seconda
- Raffaele Nuzzo - Preparatore dei portieri
- Adriano Guidetti – Medico sociale
- Giulia Marini – Medico sociale
- Monia Accogli - Fisioterapista